# Burhani
Die Burhani-Tariqa (arabisch الطريقة البرهانية الدسوقية الشاذلية at-Tarīqa al-burhāniyya ad-disūqiyya asch-schādhuliyya, DMG al-Ṭarīqa al-burhāniyya al-disūqiyya al-šāḏuliyya) ist ein islamischer Sufi-Orden (Tariqa) von Sayyid Ibrahim al-Quraschi ad-Disuqi, dem vierten der großen Sufischeichs und Ordensbegründer.

## Etymologische Herkunft
Der Name der Tariqa hat folgende Bedeutung:
Burhan – der Beiname von Sayyidi Ibrahim Disuqi in der Gemeinschaftsmeditation
Disuq – die nordägyptische Stadt, in der Sayyid Ibrahim lebte
Schadhuli- der Onkel von Sayyidi Ibrahim, Sayyid Abu al-Hasan asch-Schadhuli
Sayyid Ibrahim gehört zu der letzten Gruppe der as-Sabʿa al-mathani, der sieben Oberen. Sayyid Ibrahim war der vierte in der Gruppe, die die Aufgabe hatten, die Menschen zu lehren, den rechten spirituellen Weg zu Allah in Übereinstimmung mit dem Koran und der Sunna zu gehen.

## Geschichte
Die Burhani-Tariqa verbreitete sich erstmals in der Zeit von Scheich Muhammad Uthman Abd al-Burhani († 1983). Davor bestand sie meist nur aus einem kleinen Kreis von Derwischen und dem Scheich der Tariqa, der sein Wissen dem jeweiligen Nachfolger weitergab.
Unter Scheich Muhammad Uthman fand die Tariqa in Sudan und in Ägypten zahlreiche Anhänger – in den 1970er Jahren gingen die Schätzungen allein in Ägypten in die Hunderttausende. Scheich Muhammad Uthman, der den Beinamen Sayyid Fahr ad-Din erhielt, starb am 5. April 1983 und ist in Khartum (Sudan) begraben. Sein Grab ist heute ein vielbesuchter Pilgerort (Ziyārah).
Unter der Leitung seines Sohnes Scheich Ibrahim Muhammad Uthman († 2003) hat sich die Tariqa auch im außerarabischen Raum, vor allem in Europa und den USA, stark verbreitet.
Der Orden, der unter der jetzigen Führung von Scheich Muhammad Scheich Ibrahim Schaich Muhammad Uthman steht, der seinerseits der Sohn von Scheich Ibrahim ist, hat heute eine große Zahl von Mitgliedern. In der ganzen Welt gibt es Hunderte von Burhani-Gemeinschaften.
Der Sitz des europäischen Zentrums des Ordens ist Haus Schnede in der Lüneburger Heide.